# 四目副蛭
四目副蛭（学名：Parabdella quadrioculata）为舌蛭科副蛭属的动物，俗名四目盾蛭、多疣盾蛭。在中国大陆，分布于内蒙古、江苏、浙江、江西、安徽、湖泊、湖南、广西、四川等地，可营寄生生活，多生活于湖泊、池塘、溪流的石块下或水草上，也能吸附在乌龟的颈部和四肢的基部以及鳖的体表，亦有寄生在中国林蛙和四川湍蛙体表。该物种的模式产地在江苏苏州。